# Самоампутација
Самоампутација јесте екстремни облик самоповређивања, који није уобичајен у психијатрији и хирургији. Велика већина случајева повезана је са психозом, а малом броју је додељена контроверзна дијагноза поремећаја телесног идентитета.

## Етиопатогенеза
Самоампутација као екстремни облик самоповређивања који је код велика већина случајева повезана је са психозом, а у малом броју случајева проглашава се за поремећаја интегритета тела.
Фаваца и Розентал  дефинишу самоповрећење као намерно мењање или уништавање телесног ткива без свесне самоубилачке намере, предлажући три категорије самосакаћења:
- Површно-умерено самоповређивање, нпр. површне посекотине, опекотине и огреботине, повезане са различитим менталним поремећајима као што су поремећаји личности;[6]

- Стереотипно фиксирано самоповређивање, повезано са менталном ретардацијом, али не и психозом; и

- Самоповређивање повезано углавном са психозама и акутном интоксикацијомеома. Редак је облик самоповређивање, нпр. самоампутација удова и гениталија,[3][7] повезано углавном са психозама и акутном интоксикацијом.[8]

У литератури се описује и једна врста самоапутације као интензивна дугогодишња жељу за ампутацијом. Овај изузетно необично клинички различитог стање карактерише доживотна жеља за ампутацијом одређеног екстремитета. Стање је повезано са озбиљним негативним последицама: покушајима ампутације, оштећењем и израженим дистресом. Осврћући се на сличности између поремећаја родног идентитета и овог стања, аутори истраживања овог облика самоампутацији сугерише да се оно може концептуализовати као необична дисфункција у развоју нечијег фундаменталног осећаја анатомског (телесног) идентитета.

## Терапија
Због природе овог феномена, не постоји утврђен протокол лечења код непсихотичних/не-поремећаја телесног идентитета пацијената који су се самоампутирали или се сматрају угроженим. Код таквих пацијената неопходно је пажљиво праћење, а ови пацијенти могу имати користи од:
- индивидуалне когнитивне бихејвиоралне терапије како би модификовали своје негативно размишљање и мисли о кривици,

- психотерапије како би разумели извор и покушали да науче да контролишу своју кривицу и самодеструктивно понашање.